# Jules Claude Gabriel Favre

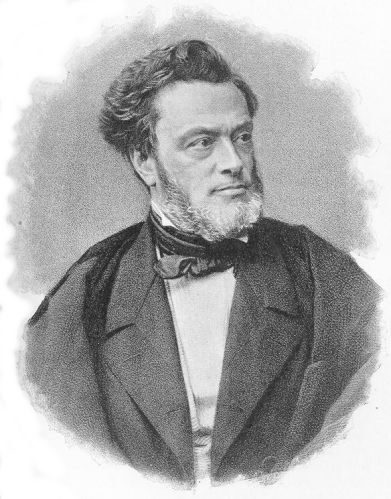
Retrat de Jules Favre

Jules Claude Gabriel Favre (21 de març de 1809 – 20 de gener de 1880) va ser un polític francès. Després de la fundació de la Tercera República francesa, el setembre de 1870, va esdevenir un dels líders de la facció dels Republicans Oportunistes.

## Biografia
Nasqué a Lyon, i començà la seva carrera com advocat. Durant la Revolució de Juliol de 1830 es va declarar obertament com republicà. Després de la Revolució de 1848 va ser elegit diputat per Lyon on votà contra els socialistes. Quan Louis Napoleon va ser elegit President de França, Favre s'hi va oposar obertament i el 2 de desembre de 1851 va intentar junt amb Victor Hugo i altres organitzar una resistència armada als carrers de París. Després del coup d'état, va tornar a la seva professió d'advocat i es va distingir per defensar Felice Orsini, l'autor de l'atac contra la vida de Napoleó III.
L'any 1858 va ser elegit diputat per París, i va ser un dels "Cinc" que van donar senyal de l'oposició republicana a l'Imperi francès. El 1863 va esdevenir el líder del seu partit i va denunciar l'expedició mexicana i l'ocupació de Roma. El 1867 va ser membre de l'Académie française.

## Guerra Franco-Prussiana i Tercera República
Amb Adolphe Thiers s'oposà a la Guerra Franco-Prussiana el 1870, i va demanar deposar l'emperador Napoleó III quan fou capturat després de la atalla de Sedan, formant part del Govern de Defensa Nacional com a vicepresident sota el General Trochu, i ministre d'afers estrangers havent de negociar la pau amb Alemanya.
Va preparar l'Armistici de Versailles de 1871 sense conèixer la situació dels exèrcits i sense consultar els govern de Bordeus. Va negligir l'informe de Léon Gambetta. No va mostrar habilitat diplomàtica en les negociació pel Tractat de Frankfurt de 1871 i va ser Bismarck qui va imposar totes les condicions. Desacreditat, va ser fet fora del ministeri el 2 d'agost de 1871, però va romandre a la Cambra dels Diputats. Va ser elegit senador el 30 de gener de 1876 i va continuar donant suport al govern de la república contra l'oposició reaccionària fins a la seva mort.

## Escàndal de la postguerra
Favre va tenir una sèrie de fills amb una dona casada que mai es va divorciar. Malgrat que Favre va reconèixer tots aquests fills, això no es va saber fins a l'any 1871 i va ser utilitzat políticament en contra seu.

## Obres
Les seves obres inclouen molts discursos, notablement La Liberté de la Presse (1849), Défense de F. Orsini (1866), Discours de réception a l'Académie française (1868), Discours sur la liberté intérieure (1869). En Le Gouvernement de la Défense Nationale, 3 vols., 1871–1875, ell explica el seu paper entre 1870–1871.